# Demolis eugenia
Demolis eugenia är en fjärilsart som beskrevs av Jörgensen 1935. Demolis eugenia ingår i släktet Demolis och familjen björnspinnare. Inga underarter finns listade i Catalogue of Life.